# Orthotomus samarensis
Orthotomus samarensis е вид птица от семейство Cisticolidae. Видът е почти застрашен от изчезване.

## Разпространение
Видът е разпространен във Филипините.